# Canali di Bologna

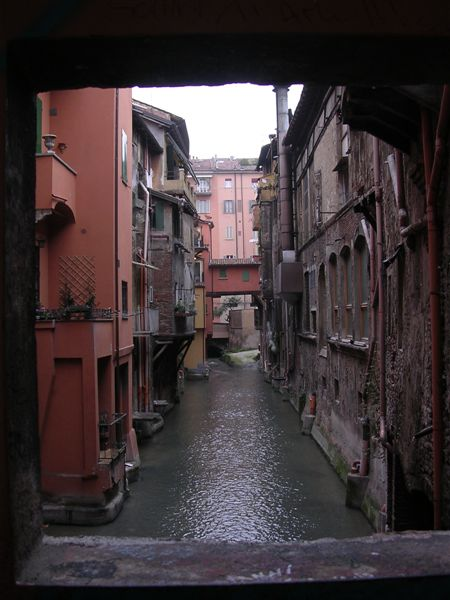
Il Canale delle Moline, visto dalla finestrella di via Piella, nel centro di Bologna.

Il sistema dei canali di Bologna venne creato nel corso del medioevo allo scopo di condurre l'acqua in città. Oltre a fornire energia idraulica per le attività artigianali e proto-industriali, la rete dei canali favorì lo sviluppo della navigazione e quindi dei traffici commerciali; ma l'insieme dei condotti e delle chiaviche venivano utilizzati anche a scopi irrigui e di pulizia.

## Morfologia

Canali e corsi d'acqua bolognesi

Bologna sorge ai piedi di colline e presenta un dislivello, entro l'antica cerchia muraria, da sud a nord verso la pianura, di circa 76 m s.l.m. a Porta San Mamolo e 39 al Porto Navile; tale pendenza favorisce un rapido passaggio delle acque, adatto anche ad azionare le pale dei mulini che, nel medioevo, sorgevano numerosi lungo i canali.
I canali principali, ancora oggi esistenti, sono:
- il canale di Reno, derivato dal fiume Reno presso Casalecchio;
- il canale di Savena, derivato dal torrente Savena presso San Ruffillo;
- il canale Navile, che esce dalla città e percorre la pianura in direzione nord.

Oltre alla rete dei canali attraversa la città il torrente Aposa, affiancato da numerosi rii, come il Meloncello, il Ravone e il Vallescura; i loro tracciati, che scendono verso la città dalla parte collinare del territorio comunale, si sono nel tempo mescolati a quello degli altri canali.

### Canale di Reno

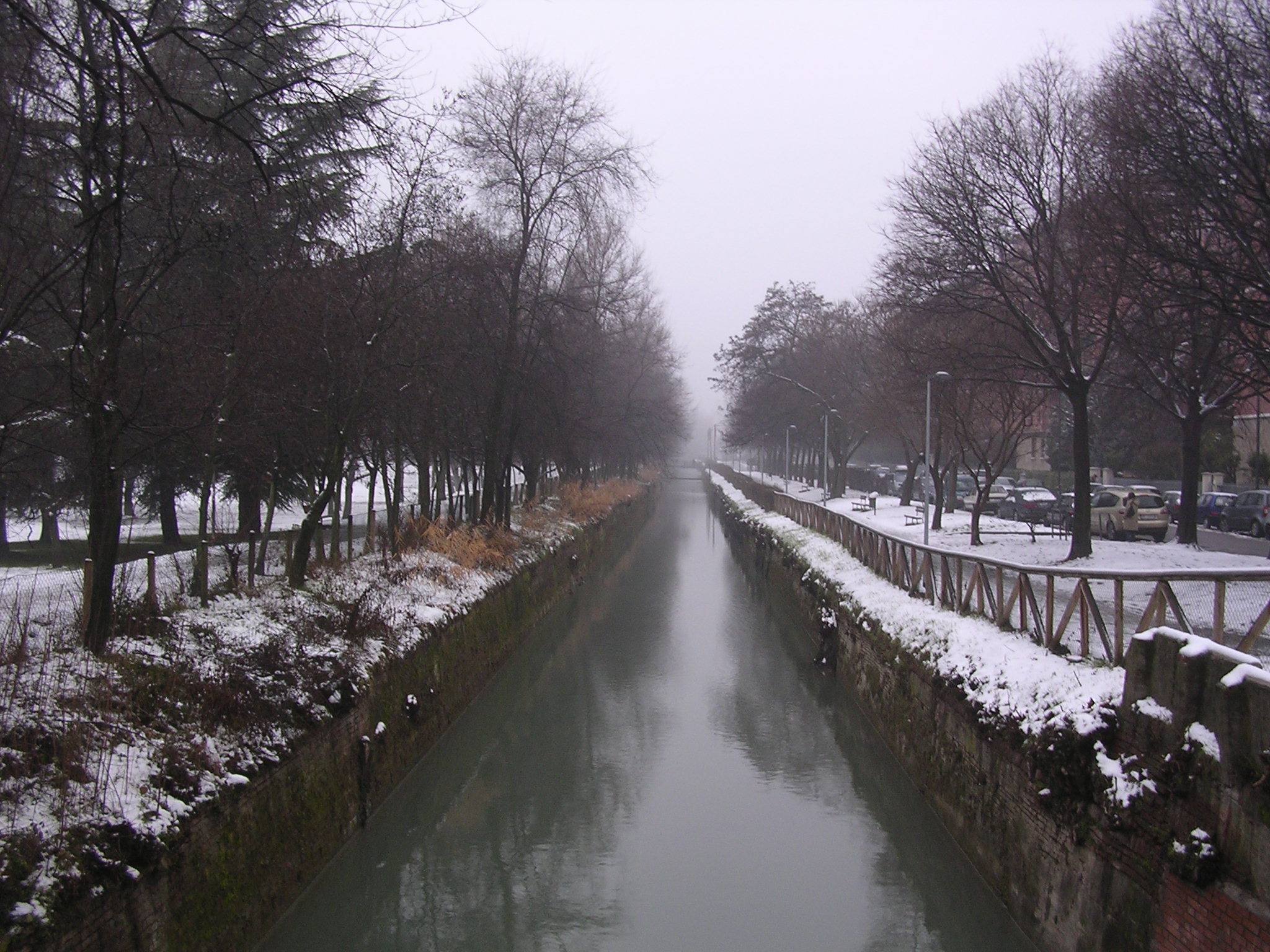
Il Canale di Reno visto da via della Barca

Creato nel XII secolo, deve il nome al fiume Reno, da cui riceve acqua grazie alla chiusa di Casalecchio. Dopo 6 chilometri il canale entra in città (presso un'opera denominata Opificio della Grada) e si separa in due rami: il Canale del Cavaticcio ed il Canale delle Moline, che si ricongiungono al Porto Navile dove inizia il Canale Navile. Nel 1998, su progetto dell'architetto Francisco Giordano, sono stati riaperti gli affacci dai ponti sul tratto non interrato del canale all'interno degli isolati fra i retri delle due cortine di case parallele a via Augusto Righi e via Bertiera, da via Malcontenti a via Oberdan. Nel 2004 è stato riaperto un breve tratto di canale a ridosso delle mura, in adiacenza alla chiesa della Grada.
Una parte dell'esposizione del centro didattico documentale detto Opificio delle acque è dedicata alla storia della Grada e al Canale di Reno.

### Canale di Savena
Il canale origina dal torrente Savena tramite la Chiusa di San Ruffillo, posta a sud di Bologna. Il primo tratto è quasi del tutto scoperto, per poi proseguire interrato dal Mulino Parisio. Successivamente prosegue verso nord e torna brevemente all'aperto presso i Giardini Margherita, dove alimenta un laghetto artificiale. Entrando nel centro storico da Porta Castiglione alimenta una rete di canalette e condotti sotterranei per immettersi infine nel corso sotterraneo dell'Aposa, all'altezza di via Capo di Lucca.

### Canale del Cavaticcio

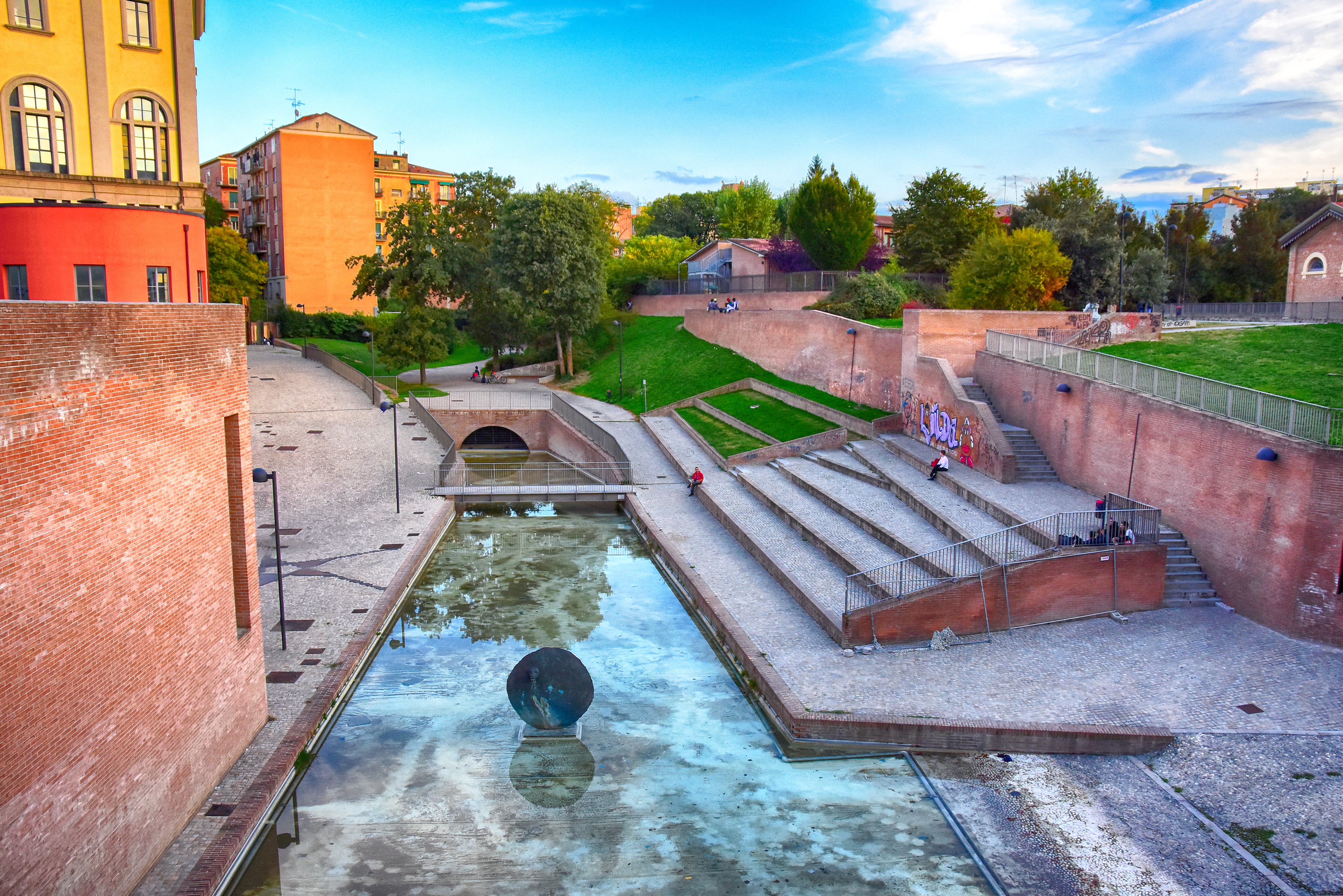
Il Parco del Cavaticcio

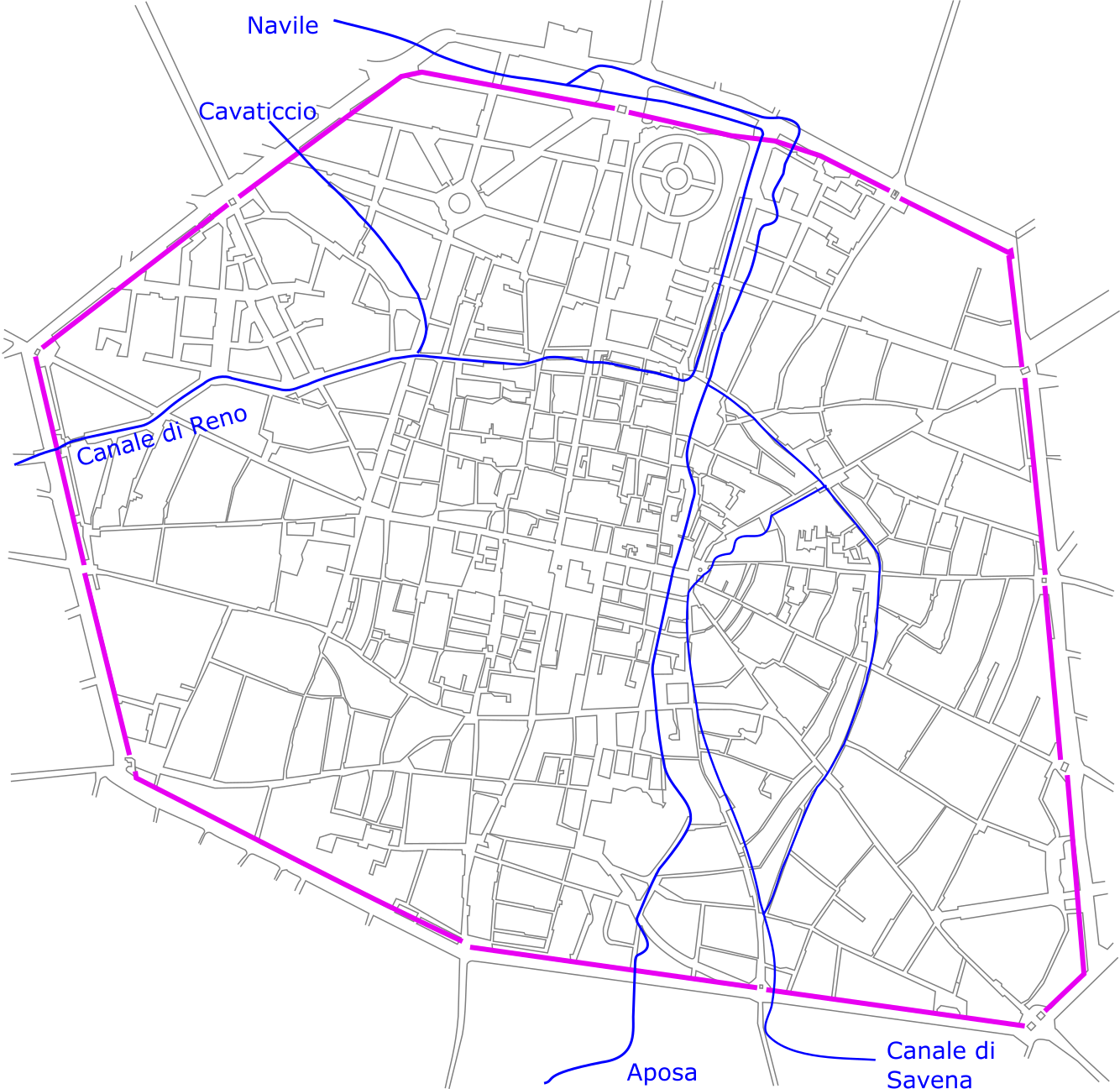
Percorso dei principali canali di Bologna all'interno del centro storico. In viola è evidenziata la terza cerchia di mura

Il canale del Cavaticcio è una derivazione del canale di Reno, dal quale si distacca presso via Riva di Reno per dirigersi verso nord, creando un salto di 15 metri; da qui si orienta verso ovest, raggiungendo l'alveo dell'antico porto. Uscendo verso Porta Lame prende il nome di canale Navile e riceve le acque dai vari canali oltre che dall'Aposa. Si pensa che il percorso ricalchi quello del rio Vallescura, mentre il toponimo farebbe invece pensare ad un'azione di scavo.
Negli anni '30 del XX secolo era ancora completamente scoperto. I primi lavori di copertura iniziarono con la costruzione di via Marconi (all'epoca denominata via Roma), per poi essere completamente tombato tra gli anni '50 e '60. Per superare il grande salto fu costruito un cavalcavia che durante la Seconda guerra mondiale venne utilizzato come rifugio antiaereo, con esiti tragici durante i bombardamenti del 1943-44; nel dopoguerra venne adattato per ospitare alloggi di fortuna.
La forte variazione di livello venne sfruttata per le attività industriali, in particolare segherie; uno degli ultimi complessi ad utilizzare l'energia idraulica fu il Molino Tamburi, ancora attivo negli anni '60. Nel 1994 venne installato un generatore idroelettrico, nonostante le prime proposte erano già state fatte all'inizio del secolo. La potenza massima della centrale è di 1890 kW, per una produzione di 8 milioni di KWh annui. Nel 2023 la centrale idroelettrica è stata sottoposta a restauro, con adeguamento degli impianti.
Il canale dà il nome ad un giardino pubblico, posto nel sito dell'antico porto, inaugurato nel 2011.

### Canale delle Moline
Con il nome di canale delle Moline si intende il ramo del canale di Reno dopo la svolta verso nord all'altezza di via Oberdan. Qui prosegue scoperto tra le vie Alessandrini e Capo di Lucca, per poi tornare tombato verso l'autostazione. Qui riceve le acque dell'Aposa e del canale di Savena. La forte pendenza dovuta al percorso verso settentrione venne sfruttata per alimentare i mulini da grano, da cui il nome del canale.

### Canale Navile  e il porto
Il Navile fu costruito tra la fine del 1100 e l'inizio del Duecento e fu utilizzato come via principale per il traffico commerciale tra Bologna, Ferrara e Venezia. Si origina dalle acque del Canale di Reno, di cui di fatto è la continuazione a nord della città. Attraversa la pianura per immettersi nel Po di Primaro e da qui al mare. Nel suo tragitto sono presenti numerose chiuse che ne regolano il livello. 
Il canale era associato ad un importante porto commerciale il quinto al mondo per movimento merci: il Porto Navile (lungo 76 metri e largo 11): entrambi furono utilizzati per la navigazione fino agli anni cinquanta. 
Del sistema portuale bolognese e dell'uso navigabile resta una serie di chiuse (dette "sostegni"), delle quali quella detta del Battiferro (immediatamente a valle di Bologna) è attribuita da alcuni a Leonardo da Vinci.

## Storia

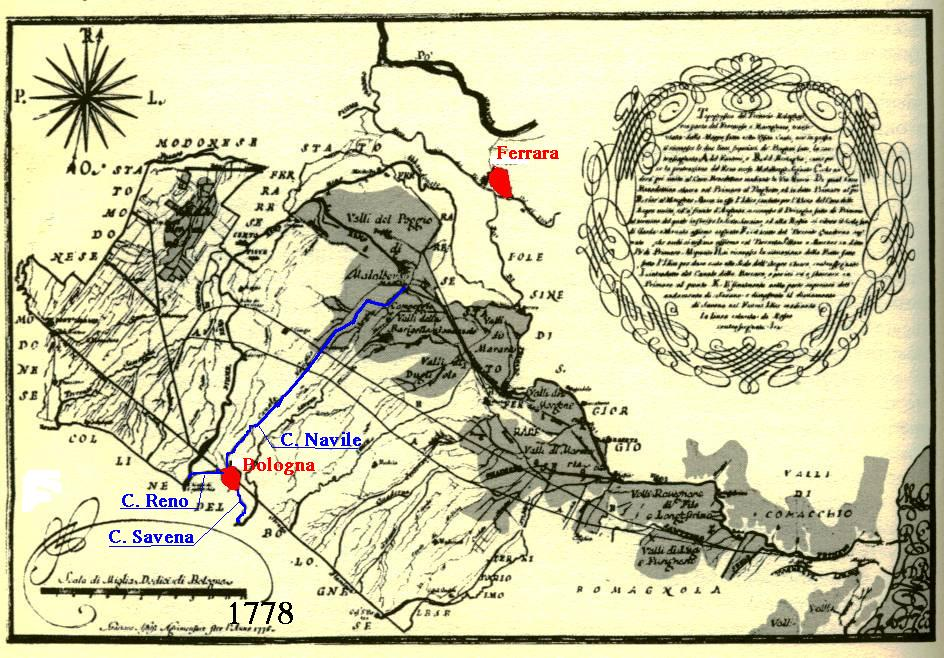
La Valle Padusa e i canali di Bologna nel 1778. Si noti l'antico corso del torrente Savena, parallelo all'Idice.

La rete idrica bolognese fu sviluppata gradualmente tra il XII e il XVI secolo a partire dalle due opere fondamentali, ovvero le chiuse di San Ruffillo e di Casalecchio, rispettivamente sul torrente Savena e sul fiume Reno, inizialmente resesi necessarie per aumentare il numero dei mulini da grano e per alimentare il fossato della seconda cerchia di mura della città (Cerchia del Mille).
La copertura dei canali avvenne progressivamente a partire dagli anni cinquanta sotto l'amministrazione Dozza, nell'ambito del disegno di ricostruzione, bonifica e riqualificazione urbanistica portata avanti nel secondo dopoguerra e che interessò tutta la città.

### Gestione delle acque

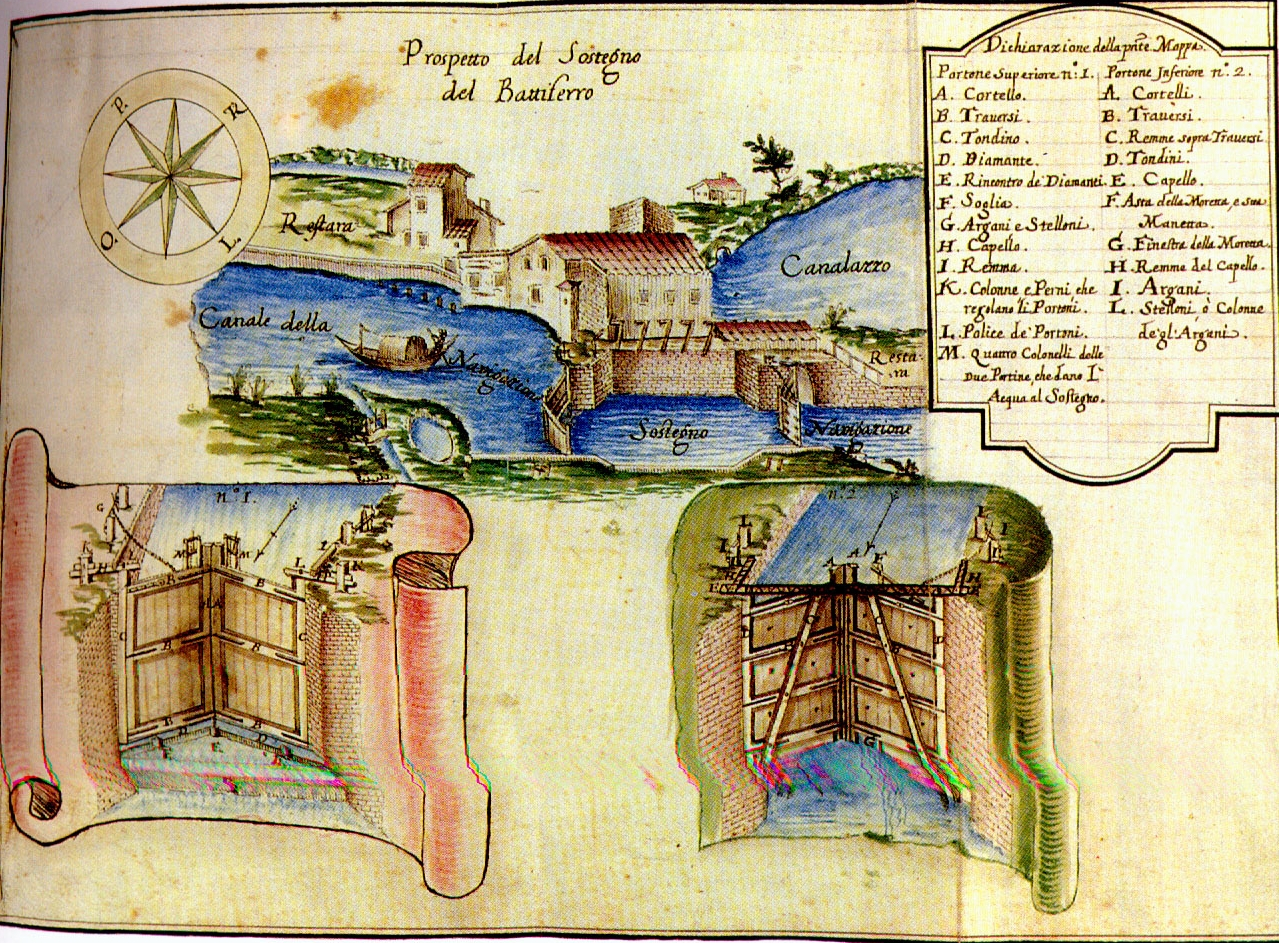
Disegno della chiusa del Battiferro, Biblioteca comunale, XVI secolo

Durante il Medioevo le vie d'acqua erano più efficaci ed economiche rispetto ai metodi di spostamento via terra. I canali di Bologna rispondevano a tre principali necessità:
- fornire energia per azionare i mulini ad acqua (nel 1300 esistevano già svariate decine di mulini, che divennero centinaia nel XVII secolo[19]);
- servire da mezzo di collegamento e trasporto per il commercio (attraverso il collegamento con il Po, la Valle Padusa e l'Adriatico);
- raccogliere, canalizzare e regolare le acque dei rii e dei torrenti appenninici, la cui portata era dipendente dalle stagionalità, fatto che nuoceva all'economia cittadina.

Anche grazie a queste opere Bologna poté espandersi (raggiungendo circa i 50-60.000 abitanti) e competere, verso la fine del XIII secolo, con le maggiori città europee; al pari con Milano, Bologna era allora il maggior centro industriale tessile d'Italia.
La sete d'acqua di Bologna era tale che si aumentò la portata del Reno (e quindi dei canali) con un'opera ambiziosa: il Comune di Bologna sbarrò, all'inizio del XIV secolo, il torrente Dardagna per dirottarlo, mediante un canale artificiale (il "naviglio del Belvedere"), nel suo affluente Silla (da cui il nome della località Poggiolforato, "monte forato"). Questa opera, anche se non se ne conosce più con precisione il funzionamento, permetteva anche di trasportare il legname dalle foreste di Lizzano in Belvedere e Madonna dell'Acero fino alla chiusa di Casalecchio. La perdita di portata del Dardagna (affluente del Panaro) suscitò le ire dei modenesi e diede adito a lunghi contenziosi.

### Economia
Grazie ad una gestione delle acque esemplare e innovativa, Bologna poté sviluppare una fiorente industria, il cui punto di forza erano i mulini ad acqua ed il porto commerciale.
.
Verso il 1272 fu introdotta da Lucca a Bologna la lavorazione della seta e ben presto fiorì in città una particolare industria della filatura, che con migliorie tecniche permetteva di produrre seta di ottima qualità a costi minori. Il "mulino alla bolognese" (che migliorava le macchine utilizzate a Lucca mediante una ruota idraulica ed un incannatoio meccanico) permetteva di ottenere filati più uniformi e resistenti rispetto a quelli prodotti a mano o con altri mezzi meccanici. La tecnologia di questi mulini fu custodita molto segretamente per timore della concorrenza: per questo motivo vi sono pochissimi disegni che descrivono con precisione il loro funzionamento. Solamente alcuni disegni di Heinrich Schickhardt (1599) e Antonio Zonca (1607) riproducono il mulino alla bolognese, anche se in maniera incompleta.
Secondo numerosi storici della rivoluzione industriale, il mulino da seta alla bolognese rappresenta un importante modello di sistema protoindustriale che permise a Bologna di commercializzare filati in tutta Europa attraverso il Canale Navile.
La flotta bolognese raggiunse dimensioni ragguardevoli, al punto da sconfiggere quella della Serenissima: nel 1271 fu combattuta una battaglia navale alla Polesella, nelle acque del Po di Primaro, in cui i bolognesi (al comando del generale genovese Lanfranco Malucelli) sconfissero i veneziani (guidati dal nipote del doge, Iacopo Contarini), ottenendo dazi favorevoli al commercio bolognese. La seta fu a lungo il maggiore settore economico bolognese: nel XVI secolo il 40% della popolazione viveva grazie alla seta e le corporazioni delle arti e mestieri si dividevano in due settori: l'Opera bianca (che impiegava solo sete locali), e l'Opera tinta (che produceva organzino e drappi). Nel XVII secolo (iniziata la decadenza del settore) erano ancora in funzione entro le mura della città 119 mulini da seta mossi da 353 ruote.

## Idrografia

### Torrente Aposa
A parte qualche rio che scende verso la città dalle colline, l'Aposa, noto fin dall'età del ferro, è l'unico corso d'acqua naturale che attraversa la città; intorno ad esso si sono costituiti i primi nuclei abitativi di Felsina. Entra in città fra Porta Castiglione e Porta San Mamolo (nel visibile serraglio dell'Aposa) e prosegue interrato in linea retta fino a via del Pallone, dove tributa nel canale delle Moline, il quale poi confluisce nel canale Navile.

### Torrente Ravone
Il torrente Ravone ha origine poco a sud di Bologna, presso il parco Cavaioni, sui colli bolognesi. Scorre scoperto per alcuni chilometri, costeggiando la via Ravone, ed entra in città sotto il portico n.192 di via Saragozza interrato, di fianco al giardino di Villa Spada. Continua il suo percorso all'interno della città, senza mai entrare nella cerchia di mura del 1300, costeggiando coperto prima il parco Melloni, poi la chiesa San Paolo di Ravone, in cui scorre nel suo lato est. Il percorso procede fino ad incrociare via del Sabotino, punto in cui si incrocia il Canale Reno che vi scorre sotto. Curioso il fatto che il torrente passi al di sopra del Canale Reno, incrociandolo, in un punto in cui è ancora visibile l'avvallamento (tra via Busi e via Carso) di quello che un tempo era chiamato Ponte degli Stecchi. Non appena attraversata via del Sabotino, il Ravone si scopre nuovamente a lato della Caserma Mameli, per tornare sotterraneo dopo pochi metri.
Passa sotto la via Saffi all'altezza del civico 22 e torna scoperto subito dopo, all'inizio di via del Chiù. Rimarrà scoperto per tutto il suo percorso che costeggia i Prati di Caprara, per poi sfociare infine nel Reno, dopo meno di 10 km dalla fonte, all'altezza del ponte ferroviario.

## Altre opere idrauliche

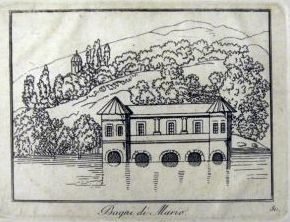
La Conserva di Valverde in un'incisione di Antonio Basoli

### Acquedotto romano
L'acquedotto che forniva acqua potabile alla Bononia romana risale al I secolo a.C. Esso fu probabilmente costruito sotto l'imperatore Augusto, anche se a lungo si credette che l'opera fosse stata realizzata sotto Caio Mario. Esso capta le acque dal fiume Setta ed è realizzato completamente in galleria, in parte direttamente nella roccia ed in parte in terreni rinforzati, per una lunghezza di 18 km.

### Conserva di Valverde
Col nome di Conserva di Valverde, conosciuta anche col nome di Bagni di Mario, si intende un sistema di raccolta delle acque posto sui colli sopra Bologna. Esso venne creato nella seconda metà del Cinquecento da Tommaso Laureti per volontà del vicelegato Pier Donato Cesi, con lo scopo principale di alimentare la Fontana del Nettuno, ma in generale per rifornire d'acqua potabile la città.